# Chiropsella bart
 Chiropsella bart , Gershwin & Alderslade, 2007, è una specie di cnidari cubozoi della famiglia Chiropsalmidae.

## Descrizione
La C. bart è molto simile alla C. rudloei Bentlage, 2013, la quale è di fatto le specie che le è più vicina. In comune come la C. rudloei, ha i sacchetti gastrici, i diverticula, i quali sono semplici, uniti e a forma di pomello o di rene. Le due specie si possono distinguere dalla piegatura a chiglia sui pedalia, che la C. bart possiede mentre la C. rudloei no.
La medusa adulta possiede 5-6 tentacoli per pedalium, l'appendice muscolosa alla base della campana cubica con terminazioni simili a dita da ognuna delle quali nasce un tentacolo. Tutti i tentacoli sono a sezione circolare, sottili e lunghi.
I ropali, gli organi sensori della medusa, sono protetti da una nicchia a forma leggermente arrotondata, con un lembo di esombrella rettangolare che ne copre la parte superiore. Ogni ropalio possiede sei occhi, due dotati di lenti (simili al cristallino) e due paia di occhi pigmentati laterali. La statociste è disposta sotto l'occhio principale dotato di lente e non dietro di esso l'occhio, come avviene in molte altre specie.
L'ombrella misura circa 5 cm di altezza. La mesoglea è relativamente spessa e compatta con una cupola apicale ispessita. La superficie dell'esombrella è liscia e non presenta nematocisti. Le nematocisti sono presenti all'apice dei tentacoli e lungo di essi, sui pedalia ed il manubrio.

## Distribuzione e habitat
Le cubomeduse C. bart sono endemiche lungo le coste del nord dell'Australia, nella Terra di Arnhem. Può raggrupparsi in gruppi di centinaia o migliaia di esemplari presso le spiagge o in acque basse.

## Pericolosità
Anche se le informazioni sulla pericolosità della C. bart sono scarse, le meduse del genere Chiropsella non sono note per essere particolarmente velenose, al contrario di altre specie di chirodropidi.